# Carl Noack (Maler)
Carl Noack, sorbisch Karlo Nowak (* 28. November 1873 in Lieske, Landkreis Calau; † 24. April 1959 in Benthe, Landkreis Hannover), war ein deutsch-sorbischer Maler.

## Leben und Werk
Carl Noack wurde am 28. November 1873 als Sohn eines Lehrers und Kantors in Lieske geboren. Seine Kindheit verbrachte er in Schwarzkollm bei Hoyerswerda. Von 1885 bis 1892 besuchte er die Gymnasien in Charlottenburg und Bunzlau, danach studierte er am Lehrerseminar von Altdöbern.
Von 1895 bis 1898 war er als Gymnasiallehrer in Groß Teuplitz im Landkreis Sorau tätig. Erst im Alter von 25 Jahren begann er 1898 ein Kunststudium in Berlin. Später setzte er sein Studium in Kassel fort. Als Zeichenlehrer kam er 1902 zunächst nach Crossen an der Oder und wirkte danach über 30 Jahre am staatlichen Gymnasium in Cottbus. Hier entstand auch sein künstlerisches Hauptwerk, das überwiegend aus Landschaftsaquarellen besteht. Noacks Bilder fügen sich nicht gängigen Klischees. Er mochte die Moderichtungen seiner Zeit wie Expressionismus oder Surrealismus ebenso nicht wie die abgenutzten Motive der Spreewaldmalerei.
1916 wurde Carl Noack Vorsitzender der Cottbuser Künstlervereinigung. Er initiierte mit dem Bürgermeister von Cottbus den Ankauf von Bildern Carl Blechens durch die Stadt.
1937 wurde in der Nazi-Aktion „Entartete Kunst“ sein Aquarell „Morgenstern Künstlerheim“ aus der Kunstsammlungen der Stadt Breslau (Schlossmuseum) beschlagnahmt und zerstört, mutmaßlich im Rahmen der Diskriminierung der Sorben durch die Nazis.
1950 fand Noack Kontakt zum Arbeitskreis sorbischer bildender Künstler. Bereits wenig später geriet er in Konflikte mit DDR-Kulturfunktionären. Seine Bilder entsprachen nicht dem Sozialistischen Realismus. 1954 trat er gemeinsam mit Conrad Felixmüller (mit dem ihn eine innige Freundschaft verband) aus Protest gegen den Ausschluss von Fritz Lattke (wegen „bürgerlicher Dekadenz“) aus dem Kreis sorbischer bildender Künstler aus.
Enttäuscht von der Nachkriegsentwicklung verließ er die DDR und siedelte nach Niedersachsen über. Carl Noack verstarb am 24. April 1959 in Benthe.